# Sacred (videojuego)
Sacred es un videojuego de rol de acción para PC, ambientado en el fantástico mundo de Ancaria, repleto de criaturas mágicas. Más de 1,8 millones de copias del juego fueron vendidas por todo el mundo.
En el juego se puede elegir entre seis personajes diferentes: el Mago, la Seraphín, el Elfo Oscuro, la Elfa del Bosque, la Vampiresa y el Gladiador, además de dos personajes extra que vienen en la expansión de Sacred, el Enano y la Diablesa.

## Historia

### Argumento deSacred
Ancaria está en una profunda crisis. Los humanos luchan contra las hordas de orcos que proceden del sur, éstos a su paso arrasan ciudades y poblados en los cuales masacran a sus habitantes. Los soldados del rey, al mando del Príncipe Vorian, intentan repeler la invasión orca. Pero estos orcos no están intentando conquistar nuevos territorios, sino que huyen de algo que no había ocurrido nunca en el mundo: los muertos se levantan de sus tumbas con miradas hostiles. 
Un nigromante exiliado por elfos y humanos, Shaddar, ha encontrado el demoníaco Libro Negro de Sakkara y piensa vengarse de todos. Para ello invoca al más peligroso de los demonios, pero un error durante el conjuro hace que la criatura no obedezca sus órdenes y se rebele contra él. Al liberarlo, ha desatado un caos sin precedentes.
Tú tomarás el papel de un héroe capaz de enfrentarse a las dificultades que asolan Ancaria.
La historia de Sacred 2 "Fallen Angel", se centra en lo ocurrido dos mil años antes de la primera aparición de Shaddar.

### Argumento deSacred Underworld
El sacrificio del Príncipe Vorian devolvió la paz al reino de Ancaria. Pero su muerte sumió a la baronesa Vilya, su prometida, en la desesperación. El mal, siempre al acecho, se nutre de nuestro sufrimiento, y el corazón herido de un ser humano es tan vulnerable que las fuerzas del Inframundo encuentran en él el refugio perfecto para lanzar su ataque. Cuando los sentimientos más profundos son utilizados para manipularnos, nuestro peor enemigo podemos ser nosotros mismos.

Shaddar y el demonio de Sakkara habían sido derrotados. Pero esta vez, el malvado Handukar se esconde en el Inframundo para lanzar su ataque contra Ancaria. Handukar promete a Vilya que resucitará a Vorian, pero para ello tiene que asegurarse de que él no muera. Sin embargo, en realidad se trata de una estratagema que acaba con la vida de Vilya.
Durante la aventura tú tomarás el papel de un héroe para conseguir salvar a Vilya de las garras de Handukar. Pero no resultará fácil, ya que la baronesa hará lo que sea para que Handukar siga vivo y consiga resucitar a su marido.

## Los Héroes
- Gladiador: El Gladiador es el único guerrero con la habilidad y el entrenamiento necesarios para emplear la mayoría de las armas. Utiliza la fuerza bruta para luchar y es sorprendentemente ágil. No duda en hacer gala de su superioridad a la menor ocasión. Una buena idea sería utilizar las armas de tipo mandoble, ya que las utiliza bastante más rápido que los demás personajes y son, sin contar las hachas de dos manos, las más fuertes de Ancaria.
- Mago: El Mago es tan poderoso con sus hechizos como diestro con la espada. Nunca rehúye el enfrentamiento cuerpo a cuerpo; sin embargo, su arma más mortífera es la magia elemental, que es capaz de sacudir los mismísimos cimientos de la Tierra.
- Seraphín: La Seraphín desciende de una estirpe de ángeles. Antiguas leyendas sitúan su origen en una era anterior a la presencia de elfos y hombres en Ancaria. La Seraphín combina magia celestial con poderosos y ágiles movimientos de combate.
- Vampiresa: La Vampiresa es una combinación de guerrero experto en el combate cuerpo a cuerpo y vampiro. Versada en la magia de la sangre y de las artes oscuras, por el día derrota a sus adversarios con la espada y por la noche se transforma en una diabólica bestia de presa.
- Elfa del Bosque: La Elfa del Bosque es una experta cazadora y exploradora. Perfectamente integrada en el mundo que la rodea, su magia tiene un fin protector. Usa el arco y la flecha con poder y precisión y solo se enfrenta cuerpo a cuerpo si no tiene otra salida. Es una experta con los arcos y combate excelentemente con báculos, de hecho tiene un báculo en uno de sus sets , La Cólera de Israfael, un báculo mágico que complementándolo con ataques de espadas que todos personajes contienen, es un arma muy poderosa y precisa. Es un personaje con muchos sets, y muy fuerte en la lucha contra dragones. Es el personaje más poderoso junto al Mago y a la Seraphín. Es muy veloz y tiene ataques (que solo puede usar ella con arcos) muy destructivos que hacen de ella, una luchadora muy poderosa. En el combate encima del caballo es el personaje más veloz (ya que los demás personajes son muy lentos a lomos del caballo, porque La Elfa Del Bosque usa el combate a distancia y el resto espadas, hachas, mandobles...) La magia que usa es magia de la naturaleza tiene función protectora y ayuda en el combate inmovilizando al enemigo, envenenándolo e incluso tiene la habilidad de convertirlo en un animal (gallina o conejo // al convertirlo en animal no te puede atacar pero tu a él sí, lo que resulta muy fácil el combate.).
- Elfo Oscuro: El Elfo Oscuro procede de una estirpe sanguinaria que se escindió de la pura y noble raza de los elfos. El Elfo Oscuro posee terribles habilidades guerreras y es un implacable luchador de las sombras. Prefiere las espadas envenenadas y el combate cuerpo a cuerpo.

En la expansión de Sacred (llamada Underworld) aparecen dos héroes más:
- Enano: El Enano es el último eslabón de una raza antaño dominante. Muy hábil en la lucha cuerpo a cuerpo, aprovecha los conocimientos de la tecnología de sus antepasados para hacer uso de un armamento tan sofisticado como poderoso.
- Diablesa: La diablesa procede del plano demoníaco, de donde fue injustamente expulsada. Su destreza en el combate cuerpo a cuerpo se complementa con el dominio de la magia negra, una combinación que hace de ella un terrible oponente.

## Personajes secundarios

### Comandante Romata
Es el comandante de la guarnición de Bellevue. Elijas al héroe que elijas, la misión se vuelve común al hablar con él, quien te recluta para el ejército de la Corona y te envía a Porto Vallum para hablar con el sargento Treville. Va armado con una espada y un escudo.

### Sargento Treville
Se encuentra en el puente de la entrada a Porto Vallum, junto con varios soldados. Te envía a rescatar a Wilbur y a hablar con el príncipe Vorian. Va armado con una espada y un escudo. Después de la traición de DeMordrey muere junto a todos los hombres del ejército en una emboscada de los orcos en el desfiladero de la Serpiente.

### Wilbur
Es uno de los hombres de la Corona. Fue capturado por los orcos, y tú debes rescatarlo. Al rescatarlo estará desarmado, pero luego el príncipe Vorian le da una espada. Te acompaña en busca de refuerzos al Castillo del Cuervo, pero muere traicionado por los hombres de DeMordrey.

### Príncipe Vorian
Es el hijo del Rey de Ancaria. Lo encontramos primero en Urkenburgh, luego en Tir-Fasul y más tarde en las cloacas del Castillo de Braverock. Siempre lo encontramos desarmado, pero en la lucha final va armado con un mandoble.

### Princesa Vilya
Es la baronesa de Mascarell y la prometida de Vorian. Nos acompaña en el camino hacia Tir-Fasul. Va armada con un arco.

### Shafeera
Es la hechicera de Vorian. La encontramos en Braverock y nos acompaña hasta el Monasterio del Paso de las cumbres heladas. Va desarmada, pero puede llevar varitas de mago y báculos.

## Gráficos
El juego se mueve entre las 2D y 3D mediante una perspectiva isométrica con fondos en 2D llenos de detalles, y los modelados de los personajes, criaturas, terrenos etc.

## Objetos
Sacred cuenta con una amplia gama de objetos (armas, armaduras, escudos, grebas, cinturones, cascos, anillos, etc) que pueden obtenerse en las tiendas, contenedores (cajas, barriles, tumbas ...), monstruos muertos o escondites mágicos en muchas de las rocas y arbustos en todo Ancaria, que se indican por una brillo amarillo. Muchos de los objetos solo puede ser equipado por un tipo de personaje, como las alas, que solo pueden ser equipadas por la serafín.
También hay varios tipos de pociones:
- Poción de curación: al tomarla regenera una determinada cantidad de salud que depende del tamaño de la poción y del nivel de dificultad.
- Poción de los no muertos: impide que los no muertos (esqueletos) revivan una vez que se les mata.
- Poción de concentración: regenera los combos de manera que puede utilizar con mayor rapidez.
- Poción del mentor: ganas más experiencia al matar los monstruos durante el tiempo que dure la poción.
- Antídoto: cura los efectos de un envenenamiento.

En sacred los nombres de los objetos y sus cualidades se generan aleatoriamente, por lo que es difícil ver objetos repetidos, aunque también hay unos objetos de set y algunos objetos únicos que son más difíciles de encontrar que no son generados aleatoriamente y tienen propiedades fijas. Según el color en el que esté escrito el nombre del objeto sabremos de que tipo es:
- Blanco: objeto básico
- Azul: objeto mágico
- Amarillo: objeto raro
- Dorado: objeto único
- Verde: objeto de set

Algunos objetos tienen algunas ranuras que se pueden mejorar con técnicas del herrero, anillos, amuletos o runas.

## Secretos
En el juego hay ocultos varios secretos. 

### La espada de Robin Hood
Al entrar en la casa más grande del valle de la tumba del hechicero un capitán te pide que mates a un forajido, ese forajido es Robin de los bosques, que si le perdonas la vida te regala una espada llamada albión, como el primer nombre que se le dio a Inglaterra.

### La taberna de Ascaron
En la capital de Ancaria, Braverock, existe una taberna en la que te ordenarán entrar como consecuencia de la campaña, para luego colarte por unos conductos subterráneos y hablar con el príncipe Vorian. Su entrada está situada en la falda de la colina, fuera de las murallas; pero lo más llamativo es que junto a su puerta hay un cartel con el logotipo de Ascaron, un dragón rojo sobre fondo blanco, y debajo de él el nombre del lugar: Ascaron's Call, la llamada de Ascaron.

### Gafas de sol
Para conseguir las Gafas de Sol viaja hasta el oasis de Ahil-Tar, última guarnición militar de los Hombres en el sur.
Continúa luego en dirección Este, hasta la orilla de un torrente seco que atraviesa el desierto de Norte a Sur.
Síguelo hacia el Sur hasta la orilla del mar. Una vez allí, continúa hacia el Este hasta topar con un grupo de palmeras y arbustos, así como unas rocas. Estas rocas parecen bloquear el camino, pero en realidad se puede pasar a través de ellas. Una vez las atraviesas llegas a un pequeño embacadero, en el que la primera vez que te acerques aparecerá un cartel anunciando la isla turística para orcos Mal-Orc-a, una parodia de Mallorca. Cuando llegues a la isla te encontrarás al gobernador orco, que te pedirá que le ayudes a eliminar a unos orcos que están causando problemas. En la orilla opuesta de la isla hay varias toallas; camina sobre ellas haciendo caso omiso de los carteles de aviso que aparecerán y entonces surgirán los orcos, que son fáciles de abatir. Tras deshacerte de ellos, vuelves con el gobernador y él te dará las gafas de sol como recompensa. Las gafas sirven como casco y poseen buenas bonificaciones; además, mientras se llevan puestas el personaje aparece con un peinado diferente.
Si te hallas en el nivel oro, una vez acabes la misión con el gobernador puedes ir a la cabaña de la isla, donde un orco te entregará una piedra mágica si hablas con él.

### Hacha Oculta
Existe un Hacha Escondida junto con otro objeto sobre una especie de tumba oculta en el bosque, para poder llegar hasta ella caminas hacia el Este justo al salir del pueblo que esta antes de llegar a Encrucijada de las Hadas (donde aparece un puente grande), cuando salgas de este pueblo hay un cementerio junto al camino, en ese punto doblas hacia la izquierda hasta llegar al borde del río en donde tienes que hacer una misión, cuando la hagas cruzas el puente de madera y en la parte inferior izquierda de la isla hay un camino bajo el agua para cruzar al otro lado, cuando estés del otro lado caminas hacia arriba pegadito al río hasta donde puedas llegar (es un tramo muy corto) y después hacia la izquierda y llegas a la tumba en donde está una "Hacha Unica"

### Espada de Luz
Este tipo de arma puede conseguirse con la habilidad desarmar si vas a las llanuras de Tyr-Hadar, donde los Elfos de Hielo luchan con espadas y látigos de luz. De este modo puedes desarmar a los elfos y apoderarte de sus armas
Por otra parte, existe una espada de luz mucho más poderosa, solo usable por la Seraphín y solo encontrable en el nivel oro. La ruta comienza al este de Bellevue, en una cueva donde debes rescatar a otra Seraphín cautiva. A continuación se debe ir al sureste de Aish-Jadar, en el desierto del sur, hasta encontrar una mansión carbonizada de la que solo quedan los cimientos. En ella se encuentra la seraphín que rescatatse, de nuevo cautiva por un gran número de demonios y sacerdotes Sakkara de alto nivel. Eliminándolos, la seraphín te dará un libro, que es una enciclopedia sobre los serpahines, y una espada de luz con amplias bonificaciones.

### Máscara y machete de Jason Voorhees
En el poblado de Drakenden debes marchar desde el extremo noroeste hasta el bosque; aquí notarás de pronto que puedes moverte a través de los árboles, aunque no veas a tu personaje. Sigue adelante hasta llegar a un pequeño lago, junto al cual hay un grupo de piedras esparcidas que forman la palabra "Jason". El machete y la máscara están cerca. Estos objetos son solo usables por el Gladiador; si no eres él no aparecerán, aunque podrás entrar igualmente.

### El goblin L`Egolas
En la llanura de Tyr Hadar se encuentra un cementerio élfico en ruinas, al abrir una de ellas (en la parte superior) saldrá un goblin del hielo con el nombre L`Egolas, en alusión al elfo Legolas del Señor de Los Anillos.

### Los Marx
Cerca del cementerio que hay al norte de Silver Creek es posible que encuentres un minotauro llamado Tarek y tres soldados que luchan contra él. Si pulsas la tecla Alt, aparecerán sus nombres, que son Groucho, Chico y Harpo.

### El arma legendaria
En una zona del Inframundo (Underworld), hay una misión que consiste en recoger hierbas; en el mismo lugar te explicarán todo lo relacionado con el Arma Sagrada.
En la primera entrega, el arma sagrada es el corazón de Ancaria. Te lo dará una sacerdotisa y te dirá que hacer con él.

### La Caverna de Pacman
Este lugar solo es disponible en la versión Golden Pack. Al suroeste de la Encrucijada de las Hadas, cerca de la misión en la que has de salvar a una muchacha de su supuesto tío y de los demonios Rufus y Shaitan, hay una extraña cueva que esconde un comecocos; se trata de una especie de laberinto repleto de bolas amarillas y extraños fantasmas.
Si caminas junto a las bolas amarillas éstas desaparecen, otorgándote diez puntos de experiencia, pero los fantasmas te quitarán más de quinientos puntos de vida, aparte de que pueden envenenarte fácilmente.

### Arogarn el montaraz y el pasadizo secreto
Al sur de Bellevue hay un pequeño bosque; para llegar a él debes cruzar el puente de madera sobre el río y seguir el camino. Cuando llegues al bosque debes buscar una entrada a tu izquierda. Enseguida llegarás a la cabaña de un hombre referenciado como "Granjero Agitado". Si hablas con él, te pedirá que le lleves una carta a Arogarn, el montaraz. Para eso, vuelve a Bellevue y busca la Taberna del Seraphín Danzante, que es la única del pueblo; allí se encuentra Arogarn. Después de que le entregues la carta no se le vuelve a ver más. El Granjero Agitado te explica que se internó en el bosque y desapareció.
Para encontrar el pasadizo secreto debes llegar al pueblo de Hedgenton, al sureste del castillo de Braverock. Si vas hacia el sureste del pueblo, encontrarás un precipicio con una cueva. Atraviesa ésta (pero cuidado, se trata de un largo laberinto repleto de enemigos) y te encontrarás en un claro con un pequeño lago. Al borde del lago se encuentra Arogarn el montaraz. Si hablas con él, te explicará que perdió su espada luchando con los fantasmas. Elimina a los fantasmas, que se hallan cerca, y devuélvele el arma. Entonces te revelará los motivos de su viaje. Al norte del claro hay otra cueva; atraviésala también y aparecerás en las tierras situadas al norte de Drakenden y el Castillo de la Bruma. Es un camino más corto que el del norte, que discurre por el país de los Elfos Oscuros.
Cerca de Arogarn (que está basado en el personaje Aragorn el Montaraz de Tolkien) hay una lápida bajo un roble. Si la abres encontraras el Mazo de Thorwyn, un arma única. Esto da a entender que se trata de la tumba del enano Thorwin, cuya historia se relata en pergaminos conseguibles, pero existen dudas de ello; según el pergamino que habla de su muerte, ocurrida en un lugar cuya descripción concuerda exactamente con el lugar, su epitafio es "¡Thoryn no es ningún enano!", mientras que el que figura realmente es "a nuestros padres".

### Báculo gigante
Para conseguir esta arma es necesaria la habilidad desarmar y cuatro espacios verticales de inventario. Tras ello debes llegar a las cuevas de Zhurag-Nar, donde se halla el elemento Tierra. Tras atravesar salas y mazmorras llenas de enemigos, siempre en dirección al elemento, aparecerá una barrera de rayos que deberás salvar. Tras ella estará una gran medusa guardiana que porta un báculo igualmente grande. Deberás atacarla físicamente hasta hacerle soltar el arma; entonces recógela y abate a la medusa de modo normal. Si no coges el bastón ella lo volverá a recuperar, aunque podrás volver a hacer que lo suelte. Se recomienda guardar la partida justo antes de llegar a la medusa, por si la matas accidentalmente antes de que suelte el bastón.
Una vez lo tengas, puedes equiparte el arma. Se trata de un báculo rojo de tamaño descomunal, varias veces más grande que el personaje y poseedor de una puntuación de daño colosal. Uno de sus pros es que no ocupa más que cuatro espacios de inventario, como se dijo anteriormente.

#### Báculo gigante segunda versión
Existe otro báculo gigante, aunque de menor tamaño. Para conseguirlo es necesario tener la habilidad desarmar y llevar encima todas las pociones curativas que sean posibles, como precaución.
Dirígete a la ciudad de Gloomor, al sur de donde se encuentra la cueva de Zhurag-Nar. Allí, encontrarás un coliseo. Ve hacia sus gradas y verás a un hombre encapuchado y con una acompañante, los cuales te ofrecen una misión. La misión consiste en luchar en el coliseo simultáneamente contra un gusano, una gárgola y un lagarto alado. Esto se repetirá durante varios asaltos, hasta que se den por satisfechos. Finalmente, el hombre te propondrá unirte en calidad de mercenario a su empresa, una entidad llamada Cazatesoros y Asaltatumbas S.A Agencia de héroes y cazadores de monstruos. Te pedirá que le pagues 100.000 de oro si deseas formar parte de su empresa. Si aceptas, te encontrarás con una misión que te lleva hasta el pantano de Aazkabragh, muy cerca de la salida del pasaje secreto de "Arogarn el montaraz"; se recomienda llevar tantas pociones de curación como sea posible. Cuando llegues a un campamento en los alrededores del pantano, te unirás a una compañía de variopintos mercenarios con los que te internarás en el bosque; sin embargo, tras un poco tiempo seréis atacados y todo el grupo caerá excepto tú (esto no puede evitarse). Tras ello debes continuar por el bosque hasta llegar a un poblado de goblins con los que tendrás que aliarte y cumplir varios recados. Se debe tener mucha cautela, ya que el pantano es un lugar infestado de enemigos tremendamente poderosos que manejan el veneno; las misiones serán largas y brutales y hasta el jugador más experimentado puede ver cómo su salud baja a la mitad en un segundo. Finalmente deberás enfrentarte al Dios del Bosque, una criatura serpentina similar a la medusa anteriormente mencionada, aunque más poderosa. Cuando lo desarmes, recoge su báculo y elimínalo. Tras ello habrá alguna misión menor que otra y finalmente recibirás un tesoro que habrá que ir a buscar a una región del pantano.
El báculo es similar al anterior, aunque verde y más pequeño.

### Espada ligera
Es conveniente ir a buscar esta arma cuando se tenga un nivel mayor al 40, ya que a partir de ese nivel la espada llega tener gran capacidad de encontrar objetos especiales (38%).
Debes ir desde Silver Creek a Porto Vallum. A mitad de camino, junto a la carretera, verás un pequeño montículo con una tumba decorada con el epitafio :“¡Osad perturbar mi paz, y con vuestros huesos vendréis aquí a dar!”. Cuando la abras aparecerá un poderoso zombi llamado "Sir Markus de Endlich", el cual es extremadamente venenoso, pero también muy lento y muy fácil de atacar a distancia. Cuando lo mates aparecerá en un recuadro la leyenda:“¡Al fin la paz! aunque que yo perezca, celebrad mi muerte sobre la dicha de mis tesoros” y te dará la "espada ligera" y la runa 'Piel de piedra', para magos.
Esta espada tiene la capacidad de aumentar la probabilidad de derribar enemigos voladores y encontrar objetos especiales, como sets, bonus de fuerza, defensa, etc.

### Caballo zombi
En el desierto del sur, al centro, hay un río seco que cruza el desierto de norte a sur. Cruza el río y llega hasta una ciudad abandonada llamado Kahari. En ella o en sus alrededores puedes encontrar un caballo zombi. Este caballo será del tipo "corcel de paseo" y poserá muy buenas puntuaciones, similares o mayores a las de los caballos orcos de Khorad-Nur.
En el portal de los Campos de Urkuk se pueden encontrar más caballos no muertos; aunque se llamen "corcel de paseo ligero", son mejores que el anterior y merecen la pena. También se pueden conseguir caballos no muertos en los domadores ordinarios, que pueden tenerlos muy ocasionalmente, aunque sus características y el tipo serán aleatorias.

### Poblado zombi (Tristán de Diablo I)
Entre las ciudades de Gloomor y Moorbrook, se sitúa la ciudad principal de Diablo I; Tristán. En el mapa aparece como una zona ligeramente más oscura entre los afluentes de un río. 
Pero hay que tener precaución: los habitantes de ese pueblo realizan comentarios sobre el estado físico del personaje, una vez en la plaza del pueblo se convierten en zombis que infligen gran cantidad de daños.
El sitio está rodeado de arañas gigantes. Lo más destacado de este lugar es que es un homenaje a Diablo 1, ya que todo ese lugar es idéntico, solo difieren algunas casas y el hecho de que la catedral está destruida. Puedes ir a buscarlo por tu cuenta, siguiendo este camino:
- Ve al castillo de la Bruma. Aquí, busca al vendedor y compra tantas pociones curativas y antídotos como puedas.
- Sube hasta llegar al río.
- No cruces el río. Cuando llegues a él, sigue hacia el Este. Sigue siempre la linde del río hacia el Este. Al poco llegarás a una especie de saliente del río. Rodéalo y sigue la linde del río. En el segundo saliente, hay un pequeño puente de madera, que puede que incluso te dé dificultades para cruzarlo. Basta con ponerse recto respecto al puente y atravesarlo con un par de clicks, los mínimos, para no encallarte en la barandilla.
- Enhorabuena. Acabas de entrar en el poblado zombi. Si llegas y ves aldeanos en vez de zombis, habla con ellos y date una vuelta, cuando llegues al centro de la plaza se transformarán en zombis.

### Objetos extraños
Videojuegos, campanas, guitarras, laudes... Son inútiles y no sacarás mucho por ellos. Son simples curiosidades. Se consiguen por casualidad.

### Excalibur
Excalibur, la espada del Rey Arturo, está en una roca clavada cerca del mercader de Belluve, el que está más cerca de la guarnición del comandante Romata. Su rótulo dice: "piedra con espada.¡volveré!. A". Desgraciadamente es solo un elemento decorativo y no puede extraerse de la piedra.

### Vacas zombis
Las vacas zombis están por el camino de Moorbrook hasta Gloomoor. Son regeneradas al completar una misión específica de las proximidades. No hacen nada, simplemente pasean (tampoco pueden ser atacadas).

### Nave de Babylon 5
La nave de Babylon 5 solo está disponible en la expansión Sacred Underworld. Se encuentra en el Sur del bosque de las dríades.
Se trata de una nave espacial escondida entre los árboles (en una zona en la que puedes pasar por ellos).
Dentro, encontrarás una cosa que lanza una especie de rayos imposibles de esquivar y que te matan al impacto. Esa cosa, que es un Cangrejo de Batalla de las Sombras en la serie, protege una espada de forma única, aunque es muy difícil de conseguir por culpa de los rayos. 
Al lado del monstruo hay una sala con el suelo en parte blanco y negro. Aunque cuesta de leer, forma la frase "If you go to Z'Ha'Dum you will die"(Si vas a Z'Ha'Dum morirás). Z'Ha'Dum es un planeta ficticio de Babylon 5, de donde es originario el cangrejo. 
Para conseguirla en Sacred Online, es recomendable que a la nave vayan 2 jugadores, así mientras esa cosa pierde tiempo matando a uno, el otro coge la espada. También se puede conseguir con la vampiresa; al crear lobos y murciélagos, esa cosa les atacará primero, dándote así tiempo para cogerla. Otro sistema para cogerla es llevar contigo un NPC.

### Los secretos de Tyr Hadar
ADVERTENCIA: Se recomienda nivel altísimo y muchas pociones de vida; la misión será larga y muy cruenta, así que es mejor hacerla cuando tu punto de control sea el castillo de Tyr-Fasul por si te matan, para que no tengas que ir hasta allí otra vez. Para conseguir las armas hace falta la habilidad desarmar de nivel 15 (si no la tienes, pueden soltarlas muy ocasionalmente), y algún hechizo que aumente la posibilidad, como el Ciclón del Mago a nivel 15.
En primer lugar, las llanuras de Tyr Hadar solo están disponibles a partir de la versión 1.7, y se encuentran situadas al norte de Mascarell. Cerca del castillo donde tienes que escoltar a Vilya en la campaña, hay un cruce de caminos en el que hay un montaraz. Métete en el camino de la izquierda. A continuación encontrarás en medio del camino dos elfas del bosque que te ofrecerán una misión. Para seguir adelante, hay que aceptarla ya que éstas bloquean el camino. Una vez aceptada, sigue hacia el norte y después de andar un poco llegarás a una llanura.
En el centro de la llanura hay una aldea elfa que te ofrece lo principal: un mercader y un maestro de artes de combate. Al Noroeste de la llanura hay un poblado orco en el que hay un herrero.
Si exploras la llanura, encontrarás dos dragones gemelos, ambos de hielo. En la llanura, los principales enemigos son los elfos del hielo, y todos poseen látigos y sables láser. Algunos elfos del hielo tienen escudos láser que solo pueden ser usados por la Seraphin.

### Sarcófagos y tumbas extrañas en Underworld
En algunas zonas de Underworld, existen unos sarcófagos que a simple vista parecen normales. Pero cuando los abres, el sarcófago suelta dos runas o dos sets (ambos iguales).
Hay varios de ellos distribuidos en el inframundo, pero los más conocidos son el de Ruinas de los enanos (se encuentra bajo una mina en la que un enano te pide unas palabras para poder pasar) y el de Valle de las lágrimas (en una cueva al norte)

### El set navideño
Durante la semana de Navidad, en Sacred On-line, suele aparecer tirado en el suelo un set navideño. Aparece al azar en todo el territorio de Ancaria.

### Los símbolos religiosos
Los símbolos religiosos son una colección de seis estatuas, (Estatua del dragón, estatua de la Seraphín, estatua Real, Concha, estatua del Elfo Oscuro, y Grial) que una vez reunidas, te darán el poder de dejar un paso de fuego al andar (como el del demonio Shakkara). El fuego produce daños moderados, pero de todas formas, las estatuas son muy difíciles de conseguir, además de que el fuego puede ocasionar una ralentización del juego.

### La cueva de los héroes
Solo está disponible en Sacred Underworld. Se encuentra situada bajo un templo en la isla del volcán (una de las tres islas pirata). En la cueva hay varias tumbas, y al abrirlas, tu sorpresa será que te encontrás con personajes como el mago, la elfa del bosque, el demonio de Sakkara, el dios del bosque... Es muy difícil derrotarlos y no dan mucha experiencia.

### Escama de dragón
Se trata de un objeto único que se encuentra en la fortaleza del dragón. Para conseguirla es necesario aceptar una misión que te ofrece el herrero. Te mandará matar una serpiente alada para poder recoger una escama. La escama de dragón puede engarzarse a un arma o armadura como un amuleto o una runa.
Datos del objeto: Escama de dragón (en dorado), precio: 9737, nivel:1, nivel mínimo :1, resistencia al fuego:+53%, daño mágico:+13%, reducción de daño a cambio de oro:+3%(en dorado).

### Orbus Dracus lleno
Se trata de un objeto mágico que te regala el Dragón Loromir "defensor del honor". Este dragón, totalmente inofensivo se encuentra en Drakenden. Para conseguir el objeto, deberás realizar todas las misiones que te ofrece.
Datos del objeto: Orbus Dracus, lleno(en celeste), precio:701, nivel:1, nivel mínimo:1, vs Dragon Daño de arma Fuego:+60, vs Dragon Daño de arma Magia:+30.

### El dragón oculto
ADVERTENCIA: Cuidado con los alrededores: hay muchos enemigos de un nivel muy alto, y fácilmente pueden llegar a rodearte varias docenas.
Cerca del castillo de la bruma, hay un mercader ambulante que te ofrecerá un huevo de dragón. Puedes aceptarlo, y venderlo en el castillo de la bruma a Mattias de Sireman por una cantidad de dinero considerable, o entregárselo al Dragón Loromir "defensor del honor" y recibir bastante experiencia, o devolverlo a la Fortaleza del Dragón y recibir un poco de cada.
Pero en este caso, lo rechazaremos. Una vez rechazado el huevo de dragón, cruza el puente por completo, y a continuación, vuelve a donde estaba el mercader. Te lo encontrarás moribundo, y te dirá que el huevo ha eclosionado. Busca la cría de dragón por los alrededores (se encuentra un poco al este , cerca de un cementerio). Cuando la encuentres, márchate de ahí (déjala viva, no la mates) y espera dos días. Entonces verás que la cría de dragón ha crecido y se ha convertido en un adulto (eso sí, de nivel 1; su nivel nunca cambia).
Se trata del dragón que aparecía en la carátula trasera de la caja del juego antes de su expansión. Curiosamente, en la carátula aparece manteniendo un duro combate contra unos jugadores de nivel alto, mientras que en el juego el dragón solo tiene nivel 1 y es muy fácil de abatir por un solo jugador de cualquier nivel.

### El resplandor inamovible (Super Velocidad)
Si tienes a la Seraphin con unas alas que resplandecen, mientras caminas pulsa Esc. repetidamente lo más rápido que puedas, veras que el resplandor se queda quieto, si dejas de pulsar Esc. volverá a la seraphin a una velocidad considerable... Posiblemente encuentre un sarcófago

## Objetos únicos
Estos objetos tienen el nombre en dorado, a veces un nombre curioso como "cazagoblins", suelen ser raros de forma además de tener bastante eficacia.
Cazagoblins, diente de fuego de porto draco, Ballesta del Hades, Carabelal, tridente, escudo dorado de los dioses, daga de las hermanas raab, escudo serrado de Vilad, alas antiguas, rey de las golondrinas, Exilio del demonio, Noqueador, el poder Chaliux, Daga de Hadas, Triturador, Martillo de guerra de Hera, Amuleto de los Huesos, Guantes de cuero de Tadriel, Chupa sangre de Raisor, Protector de Trowena, Perdición de Orcos, Puñal resplandeciente de Bini, Planes siniestros de Gorthar, Arco mágico Transparente, Báculo de los Ssstaria, cuarzo de la negación, Alegato de Paternus, Pies Pestilentes, Quebrantarocas, Buscador de corazones, Lanza Imperial, Escudo de la cólera, Escudo de los bellacos, Albión, Espada ligera, Espada suprema del gato...

## Sets
Los sets son equipos de batalla compuestos por unos componentes como guantes, grebas, cascos, etcétera.
Algunos son para un solo personaje como "sueño dorado de los dioses" de la seraphín, o para todos como "insignias reales de Aarnum".
Su nombre está en color verde fluorescente, si completas uno te dan mucha resistencias y algún poder raro como "daño divino"
Hay quien recomienda juntar los anillos y amuletos del "set" con el casco o las grebas o algún sitio donde puedas forjarlo con el herrero. De esta forma se puede conseguir un poder secreto.
Ten en cuenta que, por ejemplo, "el alma de blackstaff" que es un amuleto de un set del mago puede ser puesto en cualquier arma o armadura con engarce, y una vez hecho esto cualquier personaje puede usarla.